# Jolo, Mexiko
Jolo är en ort i Mexiko.   Den ligger i kommunen Gómez Palacio och delstaten Durango, i den centrala delen av landet, 800 km nordväst om huvudstaden Mexico City. Jolo ligger 1 118 meter över havet och antalet invånare är 310.
Terrängen runt Jolo är mycket platt. Runt Jolo är det tätbefolkat, med 411 invånare per kvadratkilometer. Närmaste större samhälle är Torreón, 17,8 km sydost om Jolo. Omgivningarna runt Jolo är i huvudsak ett öppet busklandskap.